# Minecraft Dungeons
Minecraft Dungeons è un videogioco sviluppato dalla Mojang Studios e Double Eleven, pubblicato da Xbox Game Studios. Il gioco è ambientato nell'universo di Minecraft e ispirato ai dungeon crawler. È stato annunciato nel MineCon Earth 2018 ed è stato pubblicato per Windows, Xbox One, Nintendo Switch e Play Station 4 il 26 maggio 2020. Si può giocare sia in giocatore singolo o in modalità cooperativa fino a 4 giocatori e lo scopo è sconfiggere l'Arci-abitore e salvare gli abitanti.

## Trama
La storia si apre con un personaggio chiamato Archie che cerca rifugio e chiede aiuto ad un villaggio vicino ma viene schernito e cacciato dagli abitanti, a causa della sua discendenza da abitore, temibili nemici giurati di tutto il Sopramondo (che inizialmente avevano bandito Archie dai loro ranghi a causa della sua bassa statura). Spinto così a vagare per boschi e monti in piena notte Archie si trova di fronte ad un tempio segreto e vi entra incuriosito, incurante del pericolo che vi si cela. Raggiunta la sommità vi trova la Sfera del Predominio, un artefatto magico in grado di soggiogare chiunque al proprio volere, ma al prezzo di diventare malvagio e essere al completo servizio della misteriosa creatura che vi è imprigionata. Con il potere magico della Sfera, Archie (che ora si fa chiamare Arci-abitore) raduna un esercito di Abitori e Golem di Pietrarossa e distrugge il villaggio che lo aveva rifiutato con ferro e fuoco, catturando tutti gli abitanti.
È qui che l'Eroe (il PG) entra in gioco attraversando Costa Calamaro e stabilendo il suo accampamento lì. Dopodiché dovrà attraversare diverse aree (non necessariamente nell'ordine corrente):
- La Foresta dei Creeper, un misterioso e denso bosco con altrettanto misteriose costruzioni antiche, dove l'Eroe dovrà liberare una carovana di abitanti rapiti precedentemente da Costa Calamaro per essere ridotti in schiavitù.
- I Pascoli di Zucca, dove dovrà salvare l'ultimo villaggio di abitanti non conquistato (un riferimento alla saga di Asterix) e sconfiggere un evocatore e il suo esercito.
- La Palude Umidiccia, nella quale dovrà distruggere i rifornimenti di pozioni dell'Arci-abitore custoditi da temibili streghe e combattere contro un calderone corrotto.
- Le Miniere di Pietrarossa, dove dovrà liberare degli abitanti costretti ai lavori forzati.
- La Forgia Infuocata, dove vengono forgiate tutte le armi dei sottoposti dell'Arci-abitore e dove l'Eroe dovrà uccidere il Mostro di Pietrarossa e distruggere i reattori della Forgia.
- Il Canyon Cacti, un intricato labirinto a tema western che dovrà attraversare per raggiungere il Tempio del Deserto dopo aver affrontato una squadra di cavalieri scheletro.
- Il Tempio del Deserto, nel quale dovrà trovare e distruggere il bastone del Senzanome, un defunto e potente re dei necromanti in grado di controllare i non-morti, prima che l'Arci-abitore se ne impossessi.
- Le Sale di Altoblocco, in cui l'Eroe dovrà rovinare una festa organizzata dall'Arci-abitore e combattere contro il suo "esercito" di cuochi arrabbiati. Dopo aver superato l'ultima difesa del castello verrà sbloccato il capitolo finale.
- Nell'ultimo livello l'Eroe arriva a Pinnacolo d'Ossidiana, la cima del castello dell'Arci-abitore. Dopo aver sconfitto quest'ultimo, la creatura contenuta nella Sfera si rivela per quello che davvero è: il Cuore di Ender, incarnazione del male stesso.

Sconfitto il mostro, la Sfera del Predominio si frantuma liberando l'Arci-abitore che viene accolto da un gruppo di eroi con cui festeggia. In una notte di pioggia però si vede la Sfera ricomporsi finche non viene raccolta da due Enderman e portata in un misterioso portale.

## Modalità di gioco
Il giocatore si cala nei panni di un Eroe di Minecraft che deve affrontare diversi dungeon ottenendo via via risorse più avanzate. L'Eroe stabilisce un accampamento a Costa Calamaro dove fa ritorno ad ogni conclusione di un livello. Man mano che il gioco va avanti l'accampamento si sviluppa sbloccando via via varie aree di esplorazione. Già dopo il secondo livello si potranno acquistare ricompense casuali, armi o artefatti magici del livello del giocatore che ne potenzieranno le abilità. Inoltre, è possibile commerciare con i mercanti che possono offrire oggetti, migliorarli o inviarli agli altri giocatori in cambio di smeraldi, che si ottengono uccidendo mostri, trovandoli all'interno di urne disseminate in ogni livello oppure riciclando oggetti.
Alla fine di ogni livello il giocatore otterrà una cassa bonus con un artefatto al suo interno. Ogni giocatore potrà portare contemporaneamente un'arma da mischia e un'arma a distanza, oltre a un'armatura, tutte e tre le cose si potranno incantare con tre livelli di incantesimi a seconda della rarità dell'Arma/Armatura, la quale può essere Comune, Rara e Unica, in ordine di rarità crescente.
Il gioco ha tre livelli di difficoltà, in ordine Normale, Avventura e Apocalisse, nelle quali aumentano i danni e la resistenza dei nemici, la quantità di nemici potenziati con incantamenti e la qualità delle ricompense con l'aumentare della difficoltà. A loro volta i vari livelli possono avere 7 sottolivelli nei quali cambiano la difficoltà e il livello degli equipaggiamenti e dei manufatti. Per sbloccare la modalità Avventura è necessario sconfiggere il boss finale del gioco, il Cuore di Ender in modalità Normale e di nuovo in modalità Avventura per sbloccare il gioco in modalità Apocalisse.

### Avventure stagionali
Minecraft Dungeons ha delle "Avventure stagionali". Permettono di ottenere vari oggetti cosmetici, come animali da compagnia o diversi avatar, e smeraldi o oro, che sono la valuta del gioco, tramite l'"Hub delle Avventure". È inoltre possibile acquistare a pagamento dei pass (noti come "Pass Avventura") per sbloccare più oggetti. Le avventure stagionali sono:
- Salita nuvolosa
- Notte luminosa
- Fiera della fauna (in corso)

Non sono degli eventi e non verranno mai rimosse dal gioco.

## Pacchetti DLC
Minecraft Dungeons include pacchetti DLC a pagamento, ambientati nei "reami isola" e in altre dimensioni. I DLC possono essere comprati tutti insieme al gioco nell'Ultimate DLC Bundle.

### Risveglio della giungla
Risveglio della giungla (Jungle Awakens) è un pacchetto DLC a pagamento per Minecraft Dungeons reso disponibile il 1 luglio 2020 per tutti i dispositivi compatibili con Minecraft Dungeons. Aggiunge tre nuovi livelli e vari oggetti e creature al gioco base.
Risveglio della giungla è ambientato in una giungla su una piccola isola, dove uno dei frammenti della Sfera del Predominio è atterrato trasformando le piante in mostri ostili. Intorno a sé ha creato un mostro, l'Abominio della Giungla, che il giocatore dovrà sconfiggere per distruggere la scheggia.
Risveglio della giungla si articola in tre livelli, di cui uno segreto. I livelli sono:
- La Giungla Desolata, che l'Eroe deve attraversare per raggiungere il Tempio Ricoperto di Vegetazione
- Il Tempio Ricoperto di Vegetazione, dove l'Eroe dovrà affrontare l'Abominio della Giungla
- Il livello segreto è Altopiano dei Panda, che si sblocca trovando una mappa nella Giungla Desolata.

### Inverno opprimente
Inverno opprimente (Creeping Winter) è un pacchetto DLC a pagamento per Minecraft Dungeons reso disponibile per tutti i dispositivi compatibili con Minecraft Dungeons a partire dall'8 settembre 2020. Aggiunge tre nuovi livelli e vari oggetti e creature al gioco base.
Inverno Opprimente è ambientato su una piccola isola, dove uno dei frammenti della Sfera del Predominio è atterrato scatenando un inverno perenne. Ad aver trovato la scheggia è uno spettro, lo Spettro malvagio, che il giocatore dovrà sconfiggere per distruggere la scheggia.
Inverno Opprimente si articola in tre livelli, di cui uno segreto. I livelli sono:
- Il Fiordo Ghiacciato, che l'Eroe deve attraversare per raggiungere la Fortezza Solitaria
- La Fortezza Solitaria, dove l'Eroe dovrà affrontare lo Spettro malvagio.
- Il livello segreto è Insediamento Perduto, che si sblocca trovando una mappa nel Fiordo Ghiacciato.

### Picchi ululanti
Picchi ululanti è un pacchetto DLC a pagamento per Minecraft Dungeons, reso disponibile il 9 dicembre 2020.
Un frammento della Sfera del Predominio è atterrato su una montagna di una lontana catena montuosa, scatenando una tempesta senza fine. Il frammento ha preso il controllo di un golem della burrasca, trasformandolo nel Golem della tempesta, che il giocatore dovrà sconfiggere per distruggere la scheggia.
Picchi ululanti si articola in tre livelli, di cui uno segreto. I livelli sono:
- Le Cime Spazzate dal Vento, che l'Eroe deve attraversare per raggiungere la Fortezza della Burrasca
- La Fortezza della Burrasca, dove l'Eroe dovrà affrontare il Golem della tempesta.
- Il livello segreto è Bastione Colossale, che si sblocca trovando una mappa nel livello Cime Spazzate dal Vento.

### Fiamme del Nether
Fiamme del Nether è un DLC per Minecraft Dungeons reso disponibile il 24 febbraio 2021.
Nel DLC Fiamme del Nether il giocatore esplorerà il Nether, questo DLC include due nemici potenti mini-boss: il Ghast e l'Incendio, quest'ultimo aggiunto il 20 aprile 2022.
Fiamme del Nether si articola in 6 livelli, di cui 3 segreti.
- Le Distese del Nether.
- La Foresta Deformata, livello che può essere sbloccato completando le Distese del Nether.
- I Delta di Basalto, livello che può essere sbloccato completando le Distese del Nether.
- La Foresta Cremisi, livello segreto che può essere sbloccato trovando una mappa nella Foresta Deformata.
- La Valle della Sabbia delle Anime, livello segreto che può essere sbloccato trovando una mappa nella Foresta Cremisi.
- La Fortezza del Nether, livello segreto che può essere sbloccato trovando una mappa nei Delta di Basalto.

### Le profondità dello schermo
Le profondità dello schermo è un DLC uscito il 26 Maggio 2021, ambientato nei fondali marini di un isolotto nei Reami Isola. Il frammento ha corrotto i fondali marini e l'Antico Guardiano del Monumento Abissale. Il DLC include alcuni mini-boss, come il Necromante Annegato e il Guardiano Antico.
Si articola in 3 livelli, fra cui uno segreto.
- Ascesa del Corallo.
- La missione segreta è Burrone Radioso, che si sblocca trovando una mappa nell'Ascesa del Corallo.
- Monumento Abissale, dove l'eroe dovrà affrontare il boss finale, l'Antico Guardiano.

### Vuoto echeggiante
"Vuoto Echeggiante" è l'ultimo dei 6 DLC di Minecraft Dungeons, rilasciato il 28 Luglio 2021, ambientato nell'End. Include mini-boss come l'Inviato dell'End e l'Enderman, ed è il DLC in cui termina la storia del gioco.
Include 2 livelli.
- Terre Selvagge dell'End, la prima missione del DLC, accessibile dopo aver posizionato i 6 occhi di ender sparsi per le missioni del continente nel portale della Roccaforte.
- Cittadella Distrutta, dove c'è il vero e ultimo boss finale del gioco, il Cuore Vendicativo di Ender. Una volta sconfitto, l'Overworld sarà finalmente libero dall'influenza della Sfera del Predominio.